# Нові дивовижні жінки
Нові дивовижні жінки: Новітні науково-фантастичні історії жінок про жінок (англ. The New Women of Wonder: Recent Science Fiction Stories by Women About Women) — антологія оповідань, новел, повістей і віршів, упорядкована Памелою Сарджент. У збірці передруковано твори сучасних письменниць-фантасток, вперше видані з 1967 по 1977 рік. Збірку опубліковано 1978 року.
«Нові дивовижні жінки» — третя антологія в серії з трьох томів, опублікованих у 1970-х роках, якій передували «Дивовижні жінки» (1975) і «Більше дивовижних жінок» (1976). Ці збірки вважаються однією з перших збірок наукової фантастики, яка присвячена жінкам у науковій фантастиці як авторкам, так і різноманітним і складним персонажам. У вступі Сарджент до антологій, зокрема, видно, що вона пропонувала «всебічний та інформований аналіз образів і ролі жінок у НФ».

## Зміст
- «Знайомство: Нові дивовижні жінки» — Памела Сарджент
- «Вид з місячної станції» (поема) (1977) — Соня Дорман
- «Ґвинтова кришка» (1976) — Вонда Мак-Інтайр
- «Воєначальник супутників Сатурна» (1974) — Елеонор Арнасон
- «Тріумфальна голова» (1970) — Джозефіна Сакстон
- «Теплова смерть Всесвіту» (1967) — Пемела Золайн
- «Пісні війни» (1974) — Кіт Рід
- «Жінки, яких чоловіки не бачать» (1973) — Джеймс Тіптрі-молодший
- «Дебют» (1970) — Керол Емшвіллер
- «Коли все змінилося» (1972) — Джоанна Расс
- «Мертвий в залізі» (1976) — Челсі Квін Ярбро
- «Будівельний блок» (1975) — Соня Дорман
- «Бурштинові очі» (1977) — Джоан Д. Вінжі

## Відгуки
Сучасний рецензент зазначив, що сам вступ Сарджент до збірки «вартий ціни книжки», оскільки вона «насичена інформацією про жінок-письменниць і жіночих персонажів у сфері наукової фантастики» .

## Подальше читання
- Джеймс Ніколл. «Ще більше наукової фантастики про жінок від жінок». Рецензії Джеймса Ніколла. 7 березня 2015 р.